# Pratiquer la calligraphie chinoise

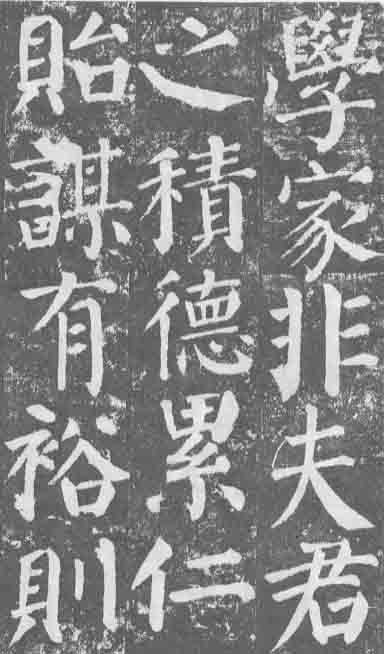
Partie de la Stèle de Yan Qinli, de Yan Zhenqing. Pratiquer la calligraphie chinoise présente 450 caractères suivant ce style.

Pratiquer la calligraphie chinoise (sous-titré : en suivant les traits de Yan Zhenqing) est un livre d'initiation à la calligraphie chinoise s'illustrant par des caractères (reproduits) de Yan Zhenqing (maître calligraphe, 708-785). Certains considèrent que ce livre se démarque par la qualité de ses illustrations, de vraies calligraphies, et la présentation de l'ordre des traits, point décisif pour avoir un geste fluide, et donc une bonne calligraphie. La traduction française et le pinyin de chaque mot sont également présents.

## Critiques
L'on peut cependant constater les limites de cet ouvrage :
- l'ordre des traits est parfois douteux (ex : 門), voire se contredisant parfois selon les pages (ex : 力, p. 9 et 10) ;
- l'ambiguïté entre traditionnel et simplifié. Les caractères de Yan Zhenqing — impliquant purement des caractères chinois traditionnels — pourtant :

1. l'ordre des traits est parfois l'ordre « moderne » des traits (ordre modifié par la réforme de 1958 (ex : 我) ;
2. les clefs sont les clefs modernes (simplifiées), alors que l'on parle encore purement de chinois traditionnel. La clef 廴 est ainsi posée comme étant de 2 traits, suivant le Xinhua Zidian moderne ; au lieu de suivre 廴 = 3 traits, comme le propose le Kangxi Zidian (康熙字典) traditionnel de 1716.

- lexique final inexistant.

Ce livre a pour ambition d'être une « référence graphique » pour les francophones s'intéressant à la calligraphie chinoise et voulant s'y initier. Ainsi, ce livre intègre directement les caractères de Yan Zhenqing, améliorés par l'infographie moderne, et organisés selon le trait à étudier. Cependant, du fait qu'il mélange ses sources modernes et traditionnelles pour des caractères purement traditionnels, ce n'est pas un travail exact, et le travail de recherche n'a été fait qu'à 90 %. Ce livre, contrairement à son titre, a comme contradiction principale qu'il ne suit pas toujours l'ordre de Yan Zhenqing, y préférant les ordres modernes et simplifiés, ce qui peut être un choix, mais est en contradiction avec l'affirmation selon laquelle il suit « les traits de Yan Zhenqing ».
Par sa clarté graphique et sa référence directe à un grand calligraphe de la tradition chinoise, ce livre d'initiation à la calligraphie chinoise a pour but de servir de modèle à ceux qui veulent également manier le pinceau chinois. Il est conseillé à ceux qui s'intéressent à une calligraphie chinoise traditionnelle exacte de le considérer avec précaution quant à l'ordre des traits.

## Autre ouvrage
- Caractères chinois et ses 214 clefs calligraphiées.